# 聯合國國際法委員會

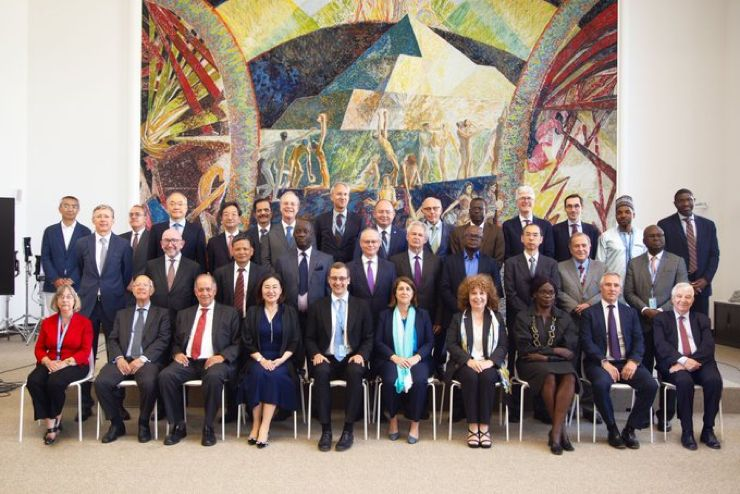
國際法委員會2023-2027年任期成員，攝於瑞士日內瓦

國際法委員會（ILC）是負責協助制定和編纂國際法的聯合國機構，1947年11月21日依據《聯合國憲章》由聯合國大會 174號決議成立，以34名國際法專業與合格人士組成，由聯合國大會 (UNGA) 每五年改選一次。
國際法委員會每年在聯合國日內瓦辦事處舉行會議，以討論各種國際法主題，並制定相對應的原則。它負責國際法的多項基礎發展，包括擬訂《維也納條約法公約》 來為形成和解釋條約建立架構，以及擬定國際刑事法院為史上首次負責審判種族滅絕和反人道罪等罪行的常設法庭。

## 起源
人類史上曾多次嘗試編纂國際法，特別是習慣國際法的規則和原則（通行的不成文法，對主權國家有約束力）。國際法委員會的概念根源則形成於19世紀，當時歐洲維也納會議制定多項國際規則和原則來規範其會員國間的行為。在20世紀初多次嘗試發展國際法法理後，國際聯盟大會於1924年9月22日決議，由17名委員組成「國際法編纂進程專家委員會」(Committee of Experts for the Progressive Codification of International Law)，旨在為需要解決的國際法問題與其適當步驟提出建議。該委員會呼籲大會協助發展國際法系統，於1930年促成召開國際聯盟法典編纂會議 (League of Nations Codification Conference)以處理國籍法、領海和國家對外國國民造成損害的責任等主要問題；並於1949年舉行第一屆會議，其工作最初受第二次世界大戰及隨後對種族滅絕和侵略行為等國際罪行的關注的影響。
《聯合國憲章》採納1930年會議的概念以建立國際聯盟的後續組織。 其第13條第一項規定：大會應啟動研究並提出建議以鼓勵國際法的漸進發展與編纂。1946年12月11日，聯合國大會據此規定通過第94號決議，要求設立一個法律專家委員會，來向聯合國秘書長提出有關建言。翌年5月12日至6月17日，17名專家委員集會，建議成立常設聯合國委員會以推動目標。11月21日，大會通過第174號決議，規定設立國際法委員會以履行憲章交付之義務，並附帶委員會章程。其第16至26 詳述委員會的工作程序。
2018年，麥可‧伍德爵士 (Sir Michael Wood) 領導國際法委員會擬定《習慣國際法辨識定論》(Conclusions on Identification of Customary International Law (ILC Conclusions)，簡稱《ILC定論》，以釐清識別習慣國際法的處理程序。

## 程序
委員會的工作由其章程規範，於1947年11月21日由大會批准，歷經1950年12月12日、1955年12月3日和1981年11月18日三次修訂。現由34名委員（原本15名）組成，均須是國際法專家，由大會從各成員國政府提名的候選人名單中遴選產生。委員皆以個人身分工作，而非以代表國家的官方身分行事。
委員會的國際法編纂工作來自聯合國大會的授權，由此任命一名委員擔任特任書記，制定工作計畫，並要求各國政府依計畫向委員會就相關議題提報書面意見。報告員即據此所討論主題撰寫其建議報告；該報告須得委員會其他委員與聯合國秘書長的批准，方成為委員會的正式文件。委員會收到各國政府的補充書面意見後，可重新審議該報告，並將結果報告提交給大會批准。
委員會的另一項任務是當政府、政府間組織或聯合國機構的要求就各種議題起草國際公約提案時，為其制定工作計畫並收取各國政府對相關問題的書面意見，統一定稿以提交聯合國大會。
委員會亦可接受外部請求就一般審議國際法的問題獨立展開工作，其所有建議最後仍須提報大會批准，審議通常在大會的年會上進行。

## 委員
歷任委員會成員列表如次：

### 2023-2027年任期
| 姓名                            | 國籍           | 基資                                     |
| ------------------------------- | -------------- | ---------------------------------------- |
| Dapo Akande                     | 英國           | 律師、牛津大學教授                       |
| Carlos J. Argüello Gómez        | 尼加拉瓜       | 律師、外交官、大使                       |
| Masahiko Asada                  | 日本           |                                          |
| Bogdan Aurescu                  | 羅馬尼亞       | 教授、外交部部長、總統顧問               |
| Yacouba Cissé                   |                |                                          |
| Ahmed Amin Fathalla             | 埃及           |                                          |
| Rolf Einar Fife                 | 挪威           | 外交部部長、大使                         |
| Mathias Forteau                 | 法國           |                                          |
| George Rodrigo Bandeira Galindo | 巴西           |                                          |
| Patrícia Galvão Teles           | 葡萄牙         |                                          |
| Claudio Grossman Guiloff        | 智利           | 華盛頓法學院院長、聯合國機構首長         |
| Huikang Huang                   | 中國           |                                          |
| Charles C. Jalloh               |                |                                          |
| Ahmed Laraba                    | 阿尔及利亚     |                                          |
| Keun-Gwan Lee                   |                |                                          |
| Vilawan Mangklatanakul          | 泰國           | 律師、外交官、大使                       |
| Andreas D. Mavroyiannis         | 賽普勒斯       |                                          |
| Ivon Mingashang                 | 刚果民主共和国 |                                          |
| Giuseppe Nesi                   | 義大利         |                                          |
| Hong Thao Nguyen                | 越南           |                                          |
| Phoebe Okowa                    |                | 律師、教授、主任、常設仲裁法院法官       |
| Nilüfer Oral                    | 土耳其         |                                          |
| Hassan Ouazzani Chahdi          | 摩洛哥         |                                          |
| Mario Oyarzábal                 | 阿根廷         |                                          |
| Mārtiņš Paparinskis             | 拉脫維亞       |                                          |
| Bimal N. Patel                  | 印度           | 教授、院長、國安會顧問、最高法院首席法官 |
| August Reinisch                 | 奥地利         | 律師、教授、主任、常設仲裁法院法官       |
| Penelope Ridings                | 新西兰         |                                          |
| Juan José Ruda Santolaria       | 秘魯           |                                          |
| Alioune Sall                    | 塞内加尔       |                                          |
| Louis Savadogo                  | 布吉納法索     |                                          |
| Munkh-Orgil Tsend               | 蒙古国         |                                          |
| Marcelo Vázquez-Bermúdez        |                |                                          |
| Evgeny Zagaynov                 | 俄羅斯         |                                          |

## 年會
委員會自成1949年開始每年舉行會議。起初的會議記錄是以油印形式保存，不向公眾公開；1955年12月3日，大會通過第987號決議，要求在年鑑中公佈議事摘要，向公眾和政府提供公開資訊。第一屆會議記錄僅有一卷內容；從第二屆開始，會議記錄皆以兩卷出版——第一卷是審議摘要、第二卷包含會中通過的文件。
每屆會議開始時即由委員互選出一名擔任主席，任期至直到下期集會為止。

### 第一屆會期
首屆議程是由聯合國大會於1947-1948年間制定：
1. 1947年11月21日，大會第177號決議責成委員會依紐倫堡法庭的判決制定國際法原則，並起草危害人類和平罪法。
2. 同日，大會第178號決議責成委員會準備一份關於國家權利和義務的文件。
3. 1948年11月3日，大會選出15位國際法委員會成員。
4. 1948年12月9日，大會第260號決議指示委員會考慮在國際法院內設立刑事分庭，以起訴犯有違反國際法罪行的政治領袖。

1949年4月12日至6月9日，首屆會議於美國紐約成功湖召開，美國籍委員曼利·哈德森在首次會議當選主席，蘇聯籍委員弗拉基米爾·科列茨基 (Vladimir Koretsky) 為第一副主席，印度籍委員貝內加爾·勞為第二副主席。
預定六項議程：
1. 全面清查需要編入條約和公約的國際法主題。
2. 國家的權利和義務。
3. 紐倫堡原則與危害人類和平罪的定義。
4. 建立司法機構以起訴觸犯種族滅絕罪的領導人的可行性。
5. 尋找途徑讓公眾和學者更易使用國際法規則和文件。
6. 與其他聯合國機關的合作。

會議期間，委員們對於委員會是否有權在未經大會事先同意下將某專題列入議程的問題意見分歧，最後以以 10:3 的票決同意具此行為能力。
決議如次：
1. 關國際法編纂議程，委員會決定限量優先處理條約法、仲裁和海洋制度，暫不討論戰爭法問題。
2. 委員會決定將庇護權問題從國家權利和義務宣言的擬議中排除，延後至第二次會議進一步討論。
3. 其餘四項議題延後至第二次會議處理。
4. 委員會批核巴拿馬籍委員 Ricardo Joaquín Alfaro Jované 研礙的《國家權利和義務宣言草案》，並提交聯合國大會通過後納入成為第375號決議弣件IV。[8]但後來大會於1951年12月7日的第596號決議中擱置該文件，不再作任何進一步討論。

### 第二屆會期
1950年6月5日至7月29日於瑞士日內瓦召開，主席喬治·塞勒，議程與決議如次：
1. 第一屆會議報告和國家權利與義務宣言草案已獲得聯合國大會批准。
2. 委員會接納聯合國大會對於優先考慮領海問題的建議。
3. 對於危害人類和平與安全犯罪，委員會歸納出一套七項綱要，史稱「紐倫堡原則」。
4. 對於建立國際刑事法庭來審判觸犯種族滅絕罪的政治領導人的評估，委員會決議表明合宜且可能，但有關法院的創建則被暫延以進一步討論。
5. 對於條約法，委員會決定暫延以進一步研究。
6. 對於國家間仲裁程序，委員會未能就強制仲裁程序達成共識，因而暫延以進一步考慮。
7. 委員會決定在公海上的船舶皆須懸掛且僅一面國旗以供識別；但無法對公海制度有的其餘問題達成共識。
8. 為使國際法文本對大眾更加開放。委員會建議廣泛分發聯合國的有關出版品，開始出版國際法庭和各國法律和憲法的紀錄片系列、並制定國際公約來規範政府間法律出版品的交流。
9. 委員會決定暫延對庇護權的審議，因為國際法院已在討論該問題。
10. 委員會與其他聯合國機構、各國政府和國際組織的合作事宜。

本屆會議受到冷戰造成的東西陣營決裂影響。 蘇聯籍委員科列茨基抗議在席的中華民國委員不能代表中國，而代表中國人民的中華人民共和國卻沒有席次，因此要求委員會的中國委員由中國大陸代表取代。主席塞勒反對，認為每位委員代表個人的法律觀點而非任何政府立場，獲得委員會以 10:1 表決接受。科列茨基退席抗議，不再參加會議。中華人民共和國政府則於6月8日向委員會遞交書面抗議，反對中華民國的中國代表權。

### 第三屆會期
1951年5月16日至7月27日於日內瓦召開，重要議程如次：
1. 大會關於修訂委員會章程的建議
2. 危害人類和平罪法草案
3. 對於爆發敵對行為時各國的義務，委員會決定對「侵略」進行定義
4. 委員會就各國接受多邊條約的保留提出了一系列建議
5. 國際仲裁程序
6. 暫延以進一步研究公海制度、消除無國籍狀態的國際公約草案
7. 關於與其他聯合國部門合作、制定透過聯合國實現和平的20年計畫等，委員會未做明確決定

本會期受到當前國際事件影響，如敘利亞籍委員法里斯·胡里因聯合國正審議其對以色列的的控訴而無法出席委員會的早期集會。

### 第四屆會期
1952年6月4日至8月8日於日內瓦召開。
委員會專注討論國際仲裁程序問題，並通過一份包含32項條款的初步草案。

### 第五屆會期
1953年6月1日至8月14日於日內瓦召開。
蘇聯籍委員費奧多爾·科熱夫尼科夫再度要求解除中華民國代表中國的資格，並任命中華人民共和國代表接替席次。 此動議亦被否決，但科熱夫尼科夫未如1950年第二屆會議一般退席抗議。
委員會開始起草減少減少無國籍狀態公約。

### 第六屆會期
1954年6月3日至7月28日於法國巴黎召開。聯合國教科文組織主席在會議開幕式致辭，歡迎委員會在該組織所在地召開會議。
委員會制定了減少無國籍狀態公約草案和危害人類和平罪法草案。
由於蔣中正總統令中華民國海軍於1953年10月4日在琉球群島南的菲律賓海截扣波蘭籍民用油輪普拉沙號、1954年5月3日在西太平洋公海砲擊波蘭籍民用貨輪高德瓦總統號，船員家屬向聯合國經濟及社會理事會第18屆常會請願，控訴中華民國從事海盜行為；6月23日，中華民國海軍艦隊赴菲律賓北部巴林坦海峽公海截扣蘇聯籍民用油輪陶普斯號，所有船貨沒收後易名納入國軍編制，船員被拘留。9月30日，蘇聯向聯合國大會第九屆常會提出「中國海域航海自由被破壞案」（Violation of Freedom of Navigation in the Area of the China Seas）至12月未付表決，改將公海航行自由問題提交國際法委員會研究。

### 第七屆會期
1955年5月2日至7月8日於日內瓦召開。
委員會承辦大會去年交付的公海航行自由案，通過公海制度的臨時條款，規定公海不屬於任何國家，亦不歸任何政府控制。同時委員會決定要求聯合國秘書長開始定期出版其議事紀錄，向大眾開放資料，由此引申出聯合國大會第987號決議，為往後例行出版委員會年鑑奠定基礎。

### 第八屆會期
1956年4月23日至7月4日於日內瓦召開。
本會期首次開始審議條約法，並聽取特任書記傑拉爾德·菲茨莫里斯的報告，但無法達成決議。不過此次辯論促進後來1969年《維也納條約法公約》的誕生。
本屆議程尚包括以下主題：
1. 公海制度
2. 領海主權
3. 外交實務
4. 領事實務
5. 國家責任[23]

### 第九屆會期
1957年4月23日至6月28日於日內瓦召開。
同月聯合國大會討論國際法委員會所提議的海洋法草案時，蘇聯與東歐國家以中華民國前案主張「海盜」不限於國際法傳統定義的私有船舶或機組人員，未獲大會支持，終以國家武力在公海和國際航道的劫掠行為即使非法，仍不符合海盜行為定義；此後案中部分受害蘇聯籍船員被無限期扣留，二死一自殺；中國籍船員則被拘禁於綠島監獄達35年，間有槍決與傷病死者；三船最後倖存者至1988年蔣經國總統逝世後，方由李登輝總統下令釋放返國。

### 第十屆會期
1958年4月28日至7月4日於日內瓦召開。

### 第11屆會期
1959年4月20日至6月26日於日內瓦召開。

### 第12屆會期
1960年4月25日至7月1日於日內瓦召開。

### 第13屆會期
1961年5月1日至7月7日於日內瓦召開。

### 第14屆會期
1962年4月24日至6月29日於日內瓦召開。

### 第15屆會期
1963年5月6日至7月12日於日內瓦召開。

### 第16屆會期
1964年5月11日至7月24日於日內瓦召開。

### 第17屆會期
分兩期隔年異地舉行：1965年5月3日至7月9日於日內瓦召開第一期；1966年1月3日至28日於摩納哥召開第二期。

### 第18屆會期
1966年5月4日至7月19日於日內瓦召開。

### 第19屆會期
1967年5月8日至7月14日於日內瓦召開。

### 第20屆會期
1968年5月27日至8月2日於日內瓦召開。

### 第21屆會期
1969年6月2日至8月8日於日內瓦召開。

### 第22屆會期
1970年5月4日至7月10日於日內瓦召開。

### 第23屆會期
1971年4月26日至7月30日於日內瓦召開。

### 第24屆會期
1972年5月2日至7月7日於日內瓦召開。

### 第25屆會期
1973年5月7日至7月13日於日內瓦召開。

### 第26屆會期
1974年5月6日至7月26日於日內瓦召開。

### 第27屆會期
1975年5月5日至7月25日於日內瓦召開。

### 第28屆會期
1976年5月3日至7月23日於日內瓦召開。

### 第29屆會期
1977年5月3日至7月29日於日內瓦召開。

### 第30屆會期
1978年5月8日至7月28日於日內瓦召開。

### 第31屆會期
1979年5月14日至8月3日於日內瓦召開。

### 第32屆會期
1980年5月5日至7月25日於日內瓦召開。

### 第33屆會期
1981年5月4日至7月24日於日內瓦召開。

### 第34屆會期
1982年5月3日至7月23日於日內瓦召開。

### 第35屆會期
1983年5月3日至7月22日於日內瓦召開。

### 第36屆會期
1984年5月7日至7月27日於日內瓦召開。

### 第37屆會期
1985年5月6日至7月26日於日內瓦召開。

### 第38屆會期
1986年5月5日至7月11日於日內瓦召開。

### 第39屆會期
1987年5月4日至7月17日於日內瓦召開。

### 第40屆會期
1988年5月9日至7月29日於日內瓦召開。

### 第41屆會期
1989年5月2日至7月21日於日內瓦召開。

### 第42屆會期
1990年5月1日至7月20日於日內瓦召開。

### 第43屆會期
1991年4月29日至7月19日於日內瓦召開。

### 第44屆會期
1992年5月4日至7月24日於日內瓦召開。

### 第45屆會期
1993年5月3日至7月23日於日內瓦召開。

### 第46屆會期
1994年5月2日至7月22日於日內瓦召開。

### 第47屆會期
1995年5月2日至7月21日於日內瓦召開。

### 第48屆會期
1996年5月6日至7月26日於日內瓦召開。

### 第49屆會期
1997年5月12日至7月18日於日內瓦召開。

### 第50屆會期
1998年分兩期異地舉行：4月27日至6月12日於日內瓦召開第一期；7月27日至8月14日於紐約召開第二期。

### 第51屆會期
1999年5月3日至7月23日於日內瓦召開。

### 第52屆會期
2000年5月1日至6月9日與7月10日至8月18日於日內瓦分兩期召開。

### 第53屆會期
2001年4月23日至6月1日與7月2日至8月10日於日內瓦分兩期召開。

### 第54屆會期
2002年4月29日至6月7日與7月22日至8月16日於日內瓦分兩期召開。

### 第55屆會期
2003年5月5日至6月6日與7月7日至8月8日於日內瓦分兩期召開。

### 第56屆會期
2004年5月3日至6月4日、7月5日至8月6日於日內瓦分兩期召開。

### 第57屆會期
2005年5月2日至6月3日與7月11日至8月5日於日內瓦分兩期召開。

### 第58屆會期
2006年5月1日至6月9日與7月3日至8月11日於日內瓦分兩期召開。

### 第59屆會期
2007年5月7日至6月8日與7月9日至8月10日於日內瓦分兩期召開。

### 第60屆會期
2008年5月5日至6月6日與7月7日至8月8日於日內瓦分兩期召開。

### 第61屆會期
2009年5月4日至6月5日與7月6日至8月7日於日內瓦分兩期召開。

### 第62屆會期
2010年5月3日至6月4日與7月5日至8月6日於日內瓦分兩期召開。

### 第63屆會期
2011年4月26日至6月3日與7月4日至8月12日於日內瓦分兩期召開。

### 第64屆會期
2012年5月7日至6月1日與7月2日至8月3日於日內瓦分兩期召開。

### 第65屆會期
2013年5月6日至6月7日與7月8日至8月9日於日內瓦分兩期召開。

### 第66屆會期
2014年5月5日至6月6日與7月7日至8月8日於日內瓦分兩期召開。

### 第67屆會期
2015年5月4日至6月5日與7月6日至8月7日於日內瓦分兩期召開。

### 第68屆會期
2016年5月2日至6月10日與7月4日至8月12日於日內瓦分兩期召開。

### 第69屆會期
2017年5月1日至6月2日與7月3日至8月4日於日內瓦分兩期召開。

### 第70屆會期
2018年4月30日至6月1日與7月2日至8月10日於日內瓦分兩期召開。

### 第71屆會期
2019年4月29日至6月7日與7月8日至8月9日於日內瓦分兩期召開。

### 第72屆會期
原定於2020年集會，因COVID-19全球疫情而延遲，終於2021年4月26日至6月4日及7月5日至8月6日於日內瓦分兩期召開。

### 第73屆會期
2022年4月18日至6月3日及7月4日至8月5日於日內瓦分兩期召開。

### 第74屆會期
2023年4月25日至6月2日及7月3日至8月4日於日內瓦分兩期召開。

### 第75屆會期
訂於2024年4月29日至5月31日及7月1日至8月2日於日內瓦分兩期召開。

### 第76屆會期
訂於2025年4月28日至5月36日於日內瓦召開。

## 成就
國際法委員會的工作促成制定許多條約和其他國際法著作，對當前國際法律秩序至關重要，例如：
條約法
- 1969年《維也納條約法公約》
- 1986年《國家和國際組織間或國際組織相互間條約法維也納公約》

國際關係法
- 1961年《維也納外交關係公約》
- 1963年《維也納領事關係公約》
- 1969年《特别使團公约》
- 1973年《保護外交官公约》

國家繼承
- 1978年《關於國家在條約方面的繼承的維也納公約》
- 1983年《關於國家對國家財產、檔案和債務的繼承的維也納公約》

海洋法
- 1958年《領海及毗連區公约（英语）》
- 1958年《公海公約》
- 1958年《公海捕撈和生物資源保護公約（英语）》
- 1958年《大陸棚公約（英语）》
- 1997年《國際水道非航行使用法公約》

其他
- 1961年《减少無國籍狀態公約（英语）》
- 1998年《國際刑事法院羅馬規約》
- 2004年《聯合國國家及其財產管轄豁免公約》

## 爭議
委員會工作的問題之一是各國政府在制定公約時可忽略其結論報告而不接受其建議。在1950年7月7日的第63次會議上，主席喬治·塞勒抱怨各國政府由於對其工作缺乏興趣而往往忽視委員會向他們提出的問題。
對委員會工作的一項批評是，其每年會期時間很短（約10至12週），以致無法對討論的議題進行透澈研究。在1951年5月17日舉行的委員會第83次會議上，喬治·謝勒提出解決問題的唯一辦法是改革委員會，以便在聯合國秘書長需要的任何時時機加強會商。
哥倫比亞籍委員何塞·瑪麗亞·耶佩斯 (José María Yepes) 對委員會早期未就新問題制定原則的歷史提出批評，顯示其無能。

## 外部連結
- 國際法委員會（官方網站） （页面存档备份，存于）
- 1947年國際法委員會章程 （页面存档备份，存于）
- 會員資格 （页面存档备份，存于）
- 年度會議 （页面存档备份，存于）
- 年度報告 （页面存档备份，存于）
- 國際法委員會年鑑 （页面存档备份，存于）
- 國際法委員會工作分析指南 （页面存档备份，存于）
- 邁克爾·伍德的介绍性说明 （页面存档备份，存于）、程序歷史说明以及聯合國國際法視聽館歷史檔案館 （页面存档备份，存于）中關於《國際法委員會規約》的視聽材料
- 唐纳德·麦克雷 (Donald M. McRae) 在聯合國國際法視聽圖書館系列講座 （页面存档备份，存于）中發表題為“國際法委員會關於“最惠國”條款的工作”的演講 （页面存档备份，存于）
- 詹姆斯·克劳福德在聯合國國際法視聽圖書館系列講座 （页面存档备份，存于）中發表題為《國際法委員会關於國家責任的文章：過去與未来》的講座 （页面存档备份，存于）
- 聯合國關於國際法發展和編纂的文件，1947年10月 （页面存档备份，存于）
- Eckstein, Gabriel E.   (PDF). Colorado Journal of International Environmental Law & Policy (International Water Law Project). 2007-07-07, 第18期  [2024-01-03]. （原始内容 (PDF)存档于2011-07-28） （英语）.
- 川崎恭二，《國家責任國際法中的“受害國”》，《一橋法學雜誌》 ，第一卷。 （页面存档备份，存于） 第28期（2002），第17-31頁 （页面存档备份，存于）
- 國際法委員會在國際法發展中的作用 - 聚焦國家責任Role Of the International Law Commission in the Development of International Law- Focus on State Responsibility，存档于（存檔日期 2016-03-04）
- J. Benton Heath，“災難、救濟和忽視：接受人道主義援助的責任和國際法委員會的工作”紐約大學國際法與政治雜誌 （页面存档备份，存于） 第43期（2011），第419-477頁 （页面存档备份，存于）
- ILC 主題的參考書目（UNOG 圖書館 （页面存档备份，存于）